# Helene von Dönniges

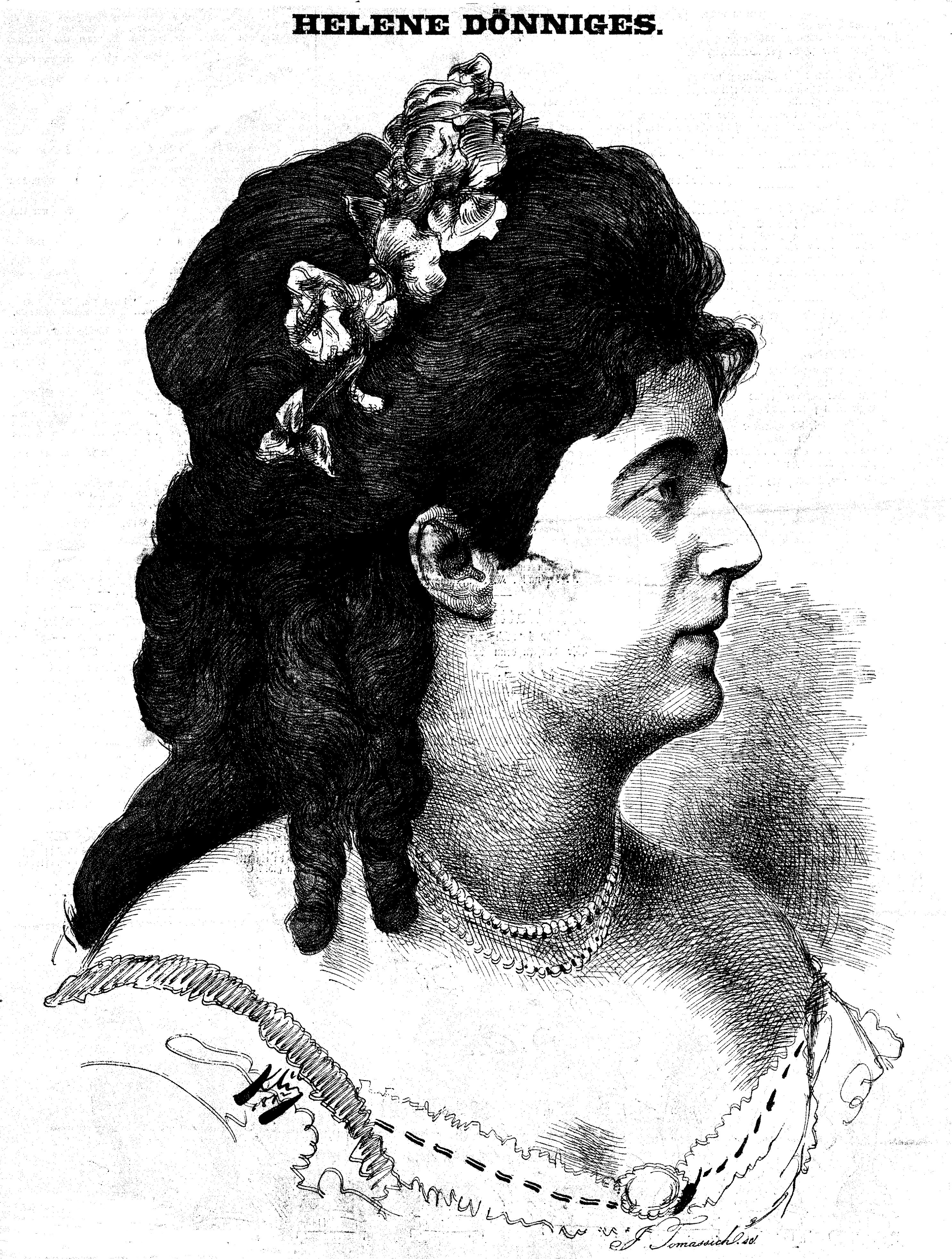
Helene Dönniges von Karl Klietsch, 1872

Helene von Dönniges, auch Helene von Döniges, verwitwete Helene von Racowitza, verh. Helene Friedmann, verh. Helene von Schewitsch, (* 21. März 1843 in Berlin; † 1. Oktober 1911 in München) war eine deutsche Schriftstellerin und Theaterschauspielerin.

## Leben
Helene von Dönniges kam 1843 als erstes von sieben Kindern des Wilhelm von Dönniges, zu der Zeit Diplomat in Diensten von Kronprinz Maximilian von Bayern, und seiner Frau Franziska, geb. Wolff, auf die Welt. Nachdem ihr Vater seinen Posten bei Hof verloren hatte, lebte sie mit der Familie in Nizza, wo sie zur Ballkönigin wurde und sich in Leutnant Otto Paul von Krusenstern, den Enkel des Forschers Adam Johann von Krusenstern verliebte. Ihr Vater untersagte die Verbindung und schickte Dönniges nach einer Verlobung mit Otto von Rennenkampf Ende 1861 zu ihrer Großmutter nach Berlin.
In Berlin verlobte sich Dönniges mit dem jungen Walachen Janco Gregor von Racowitza (Iancu Racoviţă), hob die Verlobung jedoch auf, als sie Ferdinand Lassalle kennenlernte. Im Jahr 1864 folgte die Verlobung mit Lassalle, der besonders ihr Vater ablehnend gegenüberstand. Dönniges wandte sich schließlich von Lassalle ab und widerrief die Verlobung, worauf Lassalle ihren Vater zum Duell forderte. Helenes früherer Verlobter Racowitza übernahm für diesen aus Altersgründen das Duell, bei dem Lassalle von Racowitza schwer verletzt wurde und drei Tage später starb. Die Umstände des Duells erregten großes Aufsehen: Für die Sozialisten war Dönniges die „Mörderin“ des Mannes, der Todesschütze Racowitza wurde gerichtlich verfolgt. Im Sommer 1865 heirateten Racowitza und Dönniges in der Walachei. Racowitza verstarb bereits 1865 und wurde in Nizza beigesetzt.
Dönniges ging nach Berlin, um Schauspielerin zu werden. Am 3. Januar 1868 heiratete sie ihren Lehrer Siegwart Friedmann. Aber erst 1871 hatte sie ihren ersten Auftritt im Schweriner Hoftheater als „Susanne“ in Letzter Brief. Von dort gelangten beide nach Wien, wo Dönniges weniger als Schauspielerin, vielmehr durch ihre Vergangenheit berühmt war. Trotzdem arbeitete sie am Stadttheater Wien (Antrittsrolle: „Gräfin Somerive“ in Maria Magdalena). Nach der Scheidung von Friedmann im Sommer 1873 „wegen weiblicher Absonderlichkeiten“ trat sie unter dem Namen „Prinzessin von Racowitza“ auf. 1874 wurde sie von Hans Makart in Öl porträtiert. 1875, mittlerweile in Sankt Petersburg, heiratete sie den Sozialisten Sergej von Schewitsch. 1877 wanderte das Paar nach Amerika aus, wo sie als Schauspielerin wirkte und er bei der New Yorker Volkszeitung arbeitete. Weil sie in Amerika den gewohnten aristokratischen Lebensstil vermisste, kehrte das Paar 1890 nach Europa zurück und lebte ab 1892 in München. Ihr Mann wurde als Literat bekannt, während sich Dönniges der Theosophie und Geisterseherei verschrieben hatte, mit der sie sich bereits in Amerika befasst hatte. Sie hatte zudem bereits mehrere Romane und ihre Erinnerungen an die Affäre Lassalle veröffentlicht.
In der Münchner literarischen Szene und in Schwabing war sie berühmt und als früh emanzipierte Frau umstritten. Nach 1905 geriet das Ehepaar in größte finanzielle Schwierigkeiten, die Dönniges’ Mann zu Wechselbetrug und anderen Straftaten trieben. Sein Tod am 27. September 1911 bewahrte ihn jedoch vor Prozessen und Verurteilungen. Dönniges sah keinen Ausweg mehr und nahm sich vier Tage später mit einer Überdosis Morphium das Leben.

## Werke
- Ererbtes Blut. Roman in zwei Büchern. Steinitz, Berlin 1892.
- Gräfin Vera. Roman in drei Theilen. Pollner, München 1882.(Digitalisat)
- In majorem dei gloriam. Behrmüller, Berlin 1911.
- Meine Beziehungen zu Ferdinand Lassalle. Schottlaender, Breslau 1879. (Digitalisat)
- Von anderen und mir. Erinnerungen aller Art. Paetel, Berlin 1909.
- Praktisch-theosophische Winke von einer Okkultistin. Grieben, Leipzig 1904.
- Wie ich mein Selbst fand. Äußere und innere Erlebnisse von einer Okkultistin. Schwetschke, Berlin 1901.
- Die Geheimlehre und die Tiermenschen in der modernen Wissenschaft. In: Lucifer-Gnosis, hg. v. Rudolf Steiner, H. 29.30,31, 1906.